# آی بری باخ
آی بری باخ در فارسی به معنی از گوشه چشم (از بَر) نگاه کن (به ترکی آذربایجانی: آی بری باخ/Ay bəri bax) از جمله قدیمی‌ترین رقص‌های فولکلوریک آذربایجان است که توسط خانمها اجرا می‌شود.

## متن ترانه

### آذری
- پنجره‌دن داش گلیر
- آی بری باخ، بری باخ!
- خومار گؤزدن یاش گلیر
- آی بری باخ، بری باخ!
- منی سنه وئرسه‌لر
- آی بری باخ، بری باخ!
- هر گؤرنه خوش گلیر
- آی بری باخ، بری باخ!
- پنجره‌نین میللری
- آی بری باخ، بری باخ!
- آچتی قیزیل گوللری
- آی بری باخ، بری باخ!
- اوغلانی یولدان ائیله‌ر
- آی بری باخ، بری باخ!
- قیزین شیرین دیللری
- آی بری باخ، بری باخ!
- پنجره‌نی باغلاما
- آی بری باخ، بری باخ!
- من گئدیرم، آغلاما
- آی بری باخ، بری باخ!
- گئدیب، گینه گله‌رم
- آی بری باخ، بری باخ!
- اؤزگه‌یه بئل باغلاما
- آی بری باخ، بری باخ!

### برگردان فارسی
در متن آذری واژه صحیح "بری" نوشته  شده ،که به معنی "اینوری" است.ولی در ترجمه فارسی خطای رایج تکرار شده و جای برای "پری" نوشته شده ، در حالیکه "بری" هیج ربطی به "پری" ندارد. 
- از پنجره داره سنگ می آد
- آهای، از گوشه چشمت نگاه کن

از چشمان خمار اشک می آد
- آهای، از گوشه چشمت نگاه کن
- ××××اگر تو رو به من بدهند×××××

(اگر مرا به تو بدهند) ترجمه صحیح متن اینه
- آهای، از گوشه چشمت نگاه کن

همه خوشحال خواهند شد
- آهای، از گوشه چشمت نگاه کن

میله های پنجره
- آهای، از گوشه چشمت نگاه کن

گلهای محمدی شکفته اند
- آهای، از گوشه چشمت نگاه کن

پسر رو از راه به در می کنه
- آهای، از گوشه چشمت نگاه کن

زبان شیرین دختر
- آهای، از گوشه چشمت نگاه کن

پنجره رو نبند
- آهای، از گوشه چشمت نگاه کن

من میرم گریه نکن
- آهای، از گوشه چشمت نگاه کن

می رم، دوباره بر می گردم
- آهای، از گوشه چشمت نگاه کن

به غریبه دل نبند
- این ور ( نزدیک را ) نگاه کن

## منبع
- «olaylar.az». دریافت‌شده در 2012. تاریخ وارد شده در |تاریخ بازدید= را بررسی کنید (کمک)[پیوند مرده]
- مشارکت‌کنندگان ویکی‌پدیا. «Ay_bari_bakh». در دانشنامهٔ ویکی‌پدیای انگلیسی، بازبینی‌شده در ۲۰۱۲.